# Leštinka
Leštinka (en allemand : Leschtinka) est une commune du district de Chrudim, dans la région de Pardubice, en République tchèque. Sa population s'élevait à 163 habitants en 2022.

## Géographie
Leštinka se trouve à 7 km au sud-sud-est du centre de Chrast, à 17 km au sud-est de Chrudim, à 25 km au sud-est de Pardubice et à 112 km à l'est-sud-est de Prague.
La commune est limitée par Chrast au nord, par Skuteč à l'est, par Prosetín au sud et par Vrbatův Kostelec à l'ouest.

## Histoire
La première mention écrite de la localité date de 1392.

## Galerie

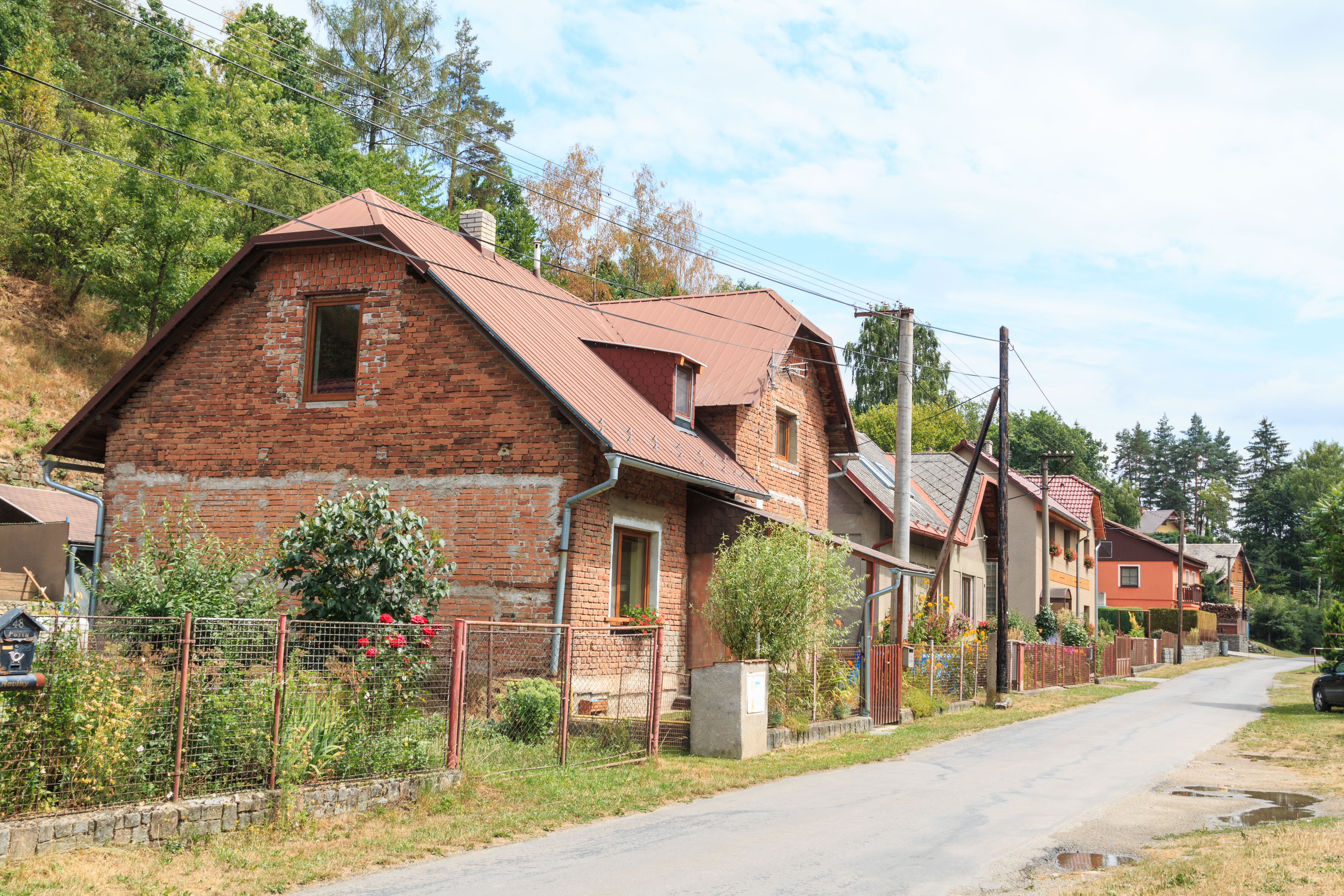
Maisons à Leštinka.
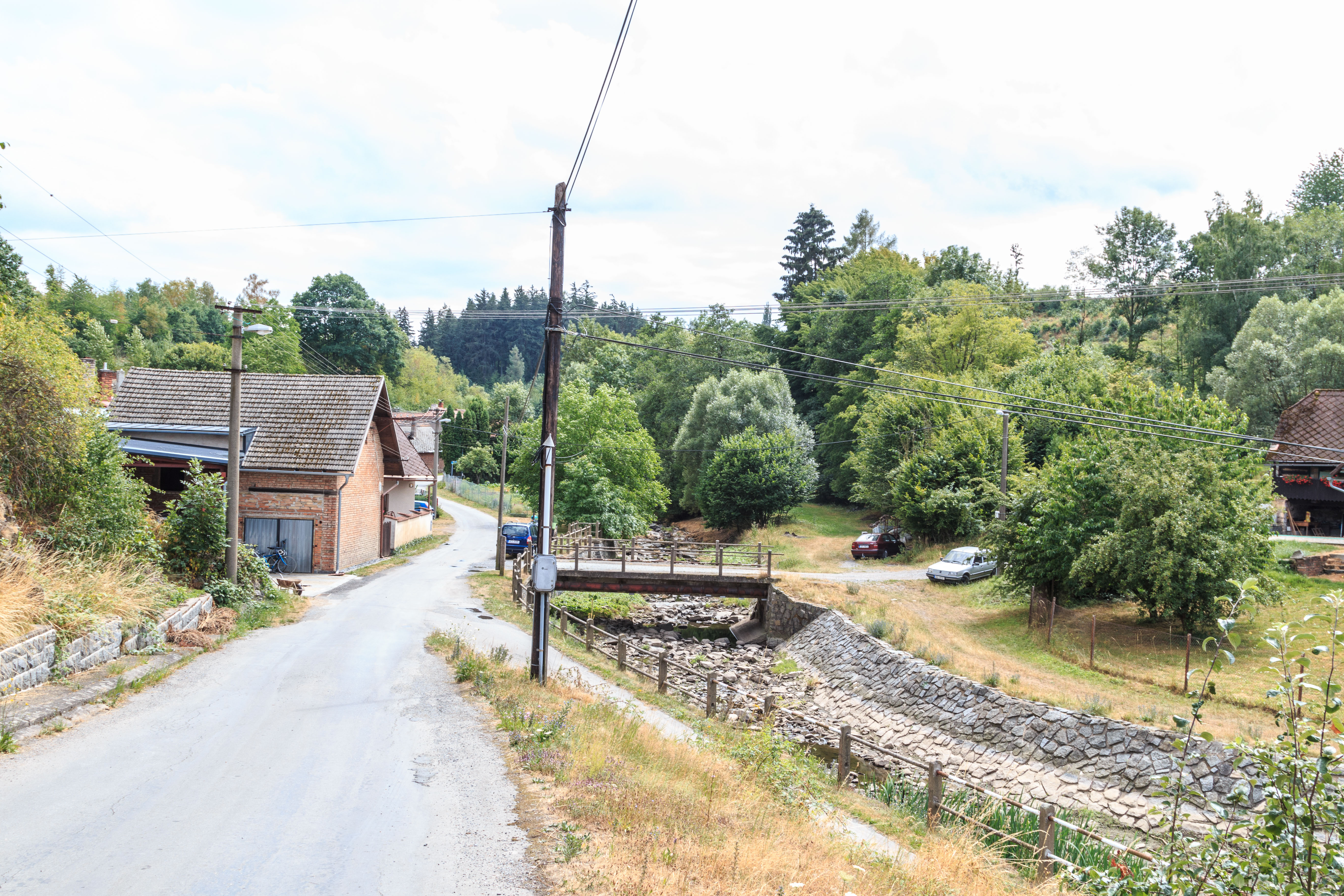
Rivière Žejbro presque à sec.

## Transports
Par la route, Leštinka se trouve à 4 km de Skuteč, à 20 km de Chrudim, à 32 km de Pardubice et à 146 km de Prague. 